# Once (film)
Pour les articles homonymes, voir Once.
Pour plus de détails, voir Fiche technique et Distribution.
Once est un film musical irlandais réalisé par John Carney et sorti en Irlande le 23 mars 2007. Once a passé des années en développement avec l'aide de l'Irish Film Board et a été réalisé avec un budget de 112 000 euros. Il a été un succès commercial et a été acclamé par la critique. Il a reçu des récompenses, notamment l'Independent Spirit Award 2007 du meilleur film étranger. La chanson « Falling Slowly » de Hansard et Irglová a remporté l'Oscar 2008 de la meilleure chanson originale, et la bande originale a été nommée aux Grammy Awards. Le film a également été adapté en une comédie musicale à succès. 

## Synopsis
Peu de temps après le départ de sa petite amie, un musicien de rue se lie d'amitié avec une jeune femme immigrée, aussi chanteuse et pianiste. Sans répondre à ses avances, elle l'encourage et consent tout de même à enregistrer quelques chansons avec lui.

## Fiche technique
- Titre : Once
- Réalisation : John Carney
- Scénario : John Carney
- Musique : Glen Hansard et Markéta Irglová
- Direction artistique : Riad Karin
- Décors : Tamara Conboy
- Costumes : Tiziana Corvisieri
- Photographie : Tim Fleming
- Son : Robert Flanagan
- Montage : Paul Mullen
- Production : Martina Niland
  - Production déléguée : David Collins
- Sociétés de production : Bórd Scannán na hÉireann, Raidió Teilifís Éireann, Samson Films et Summit Entertainment
- Pays d'origine :  Irlande
- Budget : 180 000 euros[1],[2]
- Durée : 85 minutes
- Format : couleur - son : Dolby SR - 1.85:1
- Dates de sortie :
  -  Irlande : 15 juillet 2006 (Galway Film Fleadh)
  -  Irlande : 23 mars 2007
  -  France : 14 novembre 2007
  -  Belgique : 5 mars 2008

## Distribution

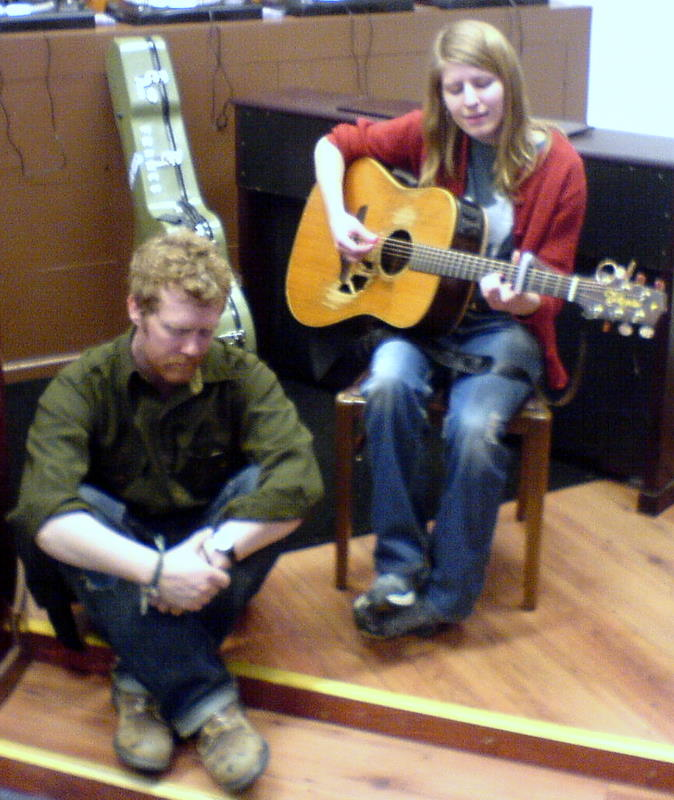
Glen Hansard et Markéta Irglová en répétition en avril 2006.

- Glen Hansard (V. F. : Cédric Dumond) : le guitariste et chanteur de rue
- Markéta Irglová (V. F. : Caroline Pascal) : la fille, pianiste et chanteuse tchèque
- Bill Hodnett (V. F. : Michel Fortin) : le père de Glen Hansard, gérant une boutique d'aspirateurs
- Danuse Ktrestova : la mère de la fille
- Geoff Minogue (V. F. : Lionel Tua) : le manager
- Kate Haugh : Ivonka, la fille de la fille
- Hugh Walsh : Timmy, le batteur
- Alaistair Foley : le bassiste
- Gerard Hendrick : le guitariste soliste
- Sean Miller : le banquier
- Marcella Plunkett : l'ex petite amie de Glen Hansard
- Senan Haugh : le mari de la fille

Source et légende : Version française (V.F.) sur Symphonia Films

## Chansons
- Falling Slowly par Markéta Irglová et Glen Hansard
- If You Want Me par Markéta Irglová et Glen Hansard
- Broken Hearted Hoover Fixer Sucker Guy par Glen Hansard
- When Your Mind's Made Up par Markéta Irglová et Glen Hansard
- Lies par Markéta Irglová et Glen Hansard
- Gold (Interference)
- The Hill par Markéta Irglová
- Fallen from the Sky par Glen Hansard
- Leave par Glen Hansard
- Trying to Pull Myself Away par Glen Hansard
- All the Way Down par Glen Hansard
- Once par Markéta Irglová et Glen Hansard
- Say It to Me Now par Glen Hansard
- And the Healing Has Begun par Glen Hansard
- Into the Mystic par Markéta Irglová et Glen Hansard

## Autour du film
- Les deux acteurs principaux sont des musiciens professionnels, ils ont écrit et chanté les chansons du film.
- Le film a été réalisé dans l'urgence : en effet, Cillian Murphy (qui devait interpréter « le gars ») s'étant retiré du projet peu avant le tournage, John Carney était au pied du mur et c'est Glen Hansard, son ami, qui a repris le rôle. Le producteur s'étant également retiré, les acteurs ont travaillé gratuitement et le film s'est fait sans aucun permis de tournage en deux semaines.
- Le film a été adapté sur scène en 2011 ; Once
- Le DVD, paru chez M6 vidéo contient un bonus caché... promo du film (58" - Menu bonus, icône retour menu principal, droite, entrée)

## Distinctions
- 2008 : Oscar de la meilleure chanson originale pour Falling Slowly (Glen Hansard et Markéta Irglová).
- 2008 : Grand Prix au Festival international du film d'amour
- 2007 : Prix du Public au Festival du film de Sundance.